# The Voice (album Lil Durk)
The Voice è il sesto album in studio del rapper statunitense Lil Durk, pubblicato il 24 dicembre 2020 da Only the Family Entertainment, Alamo Records e Geffen Records. L'album è dedicato al defunto rapper King Von e contiene le apparizioni di Von stesso, 6lack, Young Thug, YNW Melly e Booka600. Un'edizione deluxe è uscita il 29 gennaio 2021, con dodici tracce aggiuntive. Presenta altre apparizioni di Lil Baby, Pooh Shiesty e Sydny August.

## Sfondo
Il titolo dell'album è in realtà il soprannome di vecchia data di Lil Durk. Lo aveva accennato per un po', pubblicando foto sui social media e postando la title track. Inizialmente aveva dichiarato che lo avrebbe pubblicato lo stesso giorno dell'uscita del secondo albumin studio del rapper 6ix9ine, TattleTales, per via della loro faida.
L'album è un tributo al defunto rapper americano King Von, un amico di lunga data e poi compagno di etichetta del rapper, morto a causa di una sparatoria ad Atlanta, Georgia, il 6 novembre 2020.  È stato coinvolto in una controversia in una discoteca nei locali della zona intorno alle 3:20 tra due gruppi di uomini, uno dei quali associato al rapper Quando Rondo. Entrambe le parti stavano usando armi da fuoco per combattere, e due agenti di polizia fuori servizio hanno preso parte alla fine della situazione minacciando di usare ulteriori colpi di arma da fuoco. È stato portato d'urgenza in ospedale e dopo gli interventi chirurgici è stato dichiarato morto. La sua scomparsa ha colpito pesantemente Lil Durk, che ha proceduto a disattivare tutti i suoi account sui social media fino a quando non ha annunciato l'uscita di Backdoor il 20 dicembre 2020. Pertanto, la copertina dell'album ha una foto dei due insieme.

## Successo commerciale
The Voice ha debuttato alla quarantaseiesima posizione della Billboard 200, vendendo in un giorno 23 000 copie, equivalenti alle copie di un album vendute nella sua prima settimana. L'album è uscito giovedì quindi le vendite della prima settimana dell'album provenivano da un solo giorno di attività poiché era l'ultimo giorno della settimana di monitoraggio. Nella sua seconda settimana, l'album è salito alla terza posizione della classifica, vendendo altre 66 000 copie. L'album ha venduto 87 000 copie la settimana in cui è stato pubblicato l'edizione deluxe. Questo è diventato il terzo album di Lil Durk nella top ten degli Stati Uniti. Nella sua terza settimana, l'album è salito alla seconda posizione della classifica, guadagnando 48.000 unità in più. Nella sua quarta settimana, l'album è sceso al numero cinque della classifica, guadagnando 42.000 unità, portando il totale di quattro settimane a 179.000 unità.

## Tracce
1. Redman – 1:35
2. Refugee – 1:56
3. Death Ain't Easy – 3:12
4. The Voice – 2:59
5. Backdoor – 3:20
6. Still Trappin' (con King Von) – 2:52
7. Stay Down (con 6lack, Young Thug) – 2:49
8. Free Jamell (con YNW Melly) – 3:20
9. Misunderstood – 2:15
10. No the Same – 2:29
11. India, Pt. 3 – 2:09
12. Coming Clean – 2:28
13. Going Strong – 2:21
14. Changes – 2:03
15. Lamborghini Mirrors (feat. Booka600) – 2:44
16. To Be Honest – 2:26